# Krypta Lubomirskich w Rozwadowie
Krypta Lubomirskich herbu Drużyna, linii rzeszowsko  – rozwadowskiej, w podziemiach  klasztoru Ojców Kapucynów w Rozwadowie, dzielnicy Stalowej Woli. Miejsce spoczynku przedstawicieli kilku pokoleń książęcego rodu Lubomirskich, który od pierwszej połowy XVIII wieku do wybuchu II wojny światowej był właścicielem dóbr rozwadowsko  – charzewickich.

## Historia
Książę Jerzy Ignacy Lubomirski, założyciel linii rozwadowskiej, po wykupieniu Rozwadowa i majątku w Charzewicach, od rodziny Rozwadowskich, w 1723 zlecił wybudowanie klasztoru oraz sprowadzenie zakonu Kapucynów. Jego życzeniem było, by po swej śmierci został pochowany w jego podziemiach. Zmarł jednak w Rzeszowie, dwa miesiące przed ukończeniem budowy klasztoru i został pochowany w tamtejszych podziemiach klasztoru Bernardynów. Po zakończonej budowie klasztoru i konsekracji kościoła w Rozwadowie w 1753, jego wola została spełniona. Ciało księcia przewieziono z Rzeszowa i uroczyście z honorami spoczęło w rodzinnej krypcie w Rozwadowie.

### W krypcie spoczywają doczesne szczątki przedstawicieli rodu Lubomirskich związanych z Rozwadowem[3]:
- Jerzy Ignacy Lubomirski fundator klasztoru  – zmarł w 1753 roku

Epitafium upamiętniające ten pochówek umieszczone jest nad drzwiami prowadzącymi do krypt. Na czarnej tablicy umieszczono napis w języku łacińskim: „D. O. M. Hic jacet Peccator hujus Loci Fundator ora Deum ut hunc reum Christi lotum sangvine absolvat a crimine” – „Bogu Najlepszemu i Największemu. Tu leży grzesznik, fundator tego miejsca, módl się do Boga, aby tego złoczyńcę, obmytego w krwi Chrystusa, uwolnił od zbrodni.”

- Teodor Hieronim Lubomirski  – zmarł w 1761 roku
- Agata Lubomirska z d. Mossakowska  – zmarła 1797, (pierwsza żona Franciszka, Grzegorza)

- Franciszek Grzegorz Lubomirski  – zmarł w 1812 roku
- Anna z Dobrzańskich Lubomirska   – zmarła w roku 1819, (druga żona Franciszka, Grzegorza)

- Jerzy Roman Lubomirski  –  zmarł w 1865 roku
- Adam Hieronim Lubomirski   – zmarł w  1873 roku (brat Jerzego, Romana)
- Karolina Ewelina Lubomirska Ponińska  – zmarła w 1890 roku, (żona Adama, Hieronima)

- Hieronim Adam Lubomirski  –  zmarł w 1905 roku

- Karolina Emilia Lubomirska  – zmarła w 1940 roku, (siostra Jerzego Ignacego Lubomirskiego)

- Anna Lubomirska z Alanów Zamojskich  – zmarła w 1943 roku, (żona ostatniego dziedzica Charzewic Jerzego Ignacego Lubomirskiego)[4].

Przez wiele lat krypty były niedostępne. Podczas prowadzenia prac remontowych klasztoru zostało odkute wejście do tunelu w podziemiach, wówczas natrafiono na tajemnicze krypty. Na początku lat siedemdziesiątych XX wieku uporządkowano je i postanowiono udostępnić zwiedzającym. Z czasem przywrócono im pierwotny wygląd. Prace konserwatorskie wykonała prof. dr hab. Anna Drążkowska, specjalizująca się w archeologii, konserwacji zabytków archeologicznych, rekonstrukcji szat grobowych, historii ubioru i badań kostiumologicznych.
W chwili obecnej w krypcie znajduje się 11 trumien, kilka niezidentyfikowanych rozsypało się podczas remontu

### Nie pochowani w krypcie
Do dziś nieznane jest miejsce pochówku ostatniego z rodu, imiennika fundatora, Jerzego Ignacego Lubomirskiego zaginionego w 1944 roku po aresztowaniu prawdopodobnie przez UB. W krypcie nad trumną księżnej Anny (żony), umieszczono portret księcia i płytę upamiętniającą jego śmierć. Istnieje kilka hipotez na temat jego śmierci; Jedna z nich mówi, że książę został zamordowany w areszcie w Tarnobrzegu i pochowany w sąsiadującym z więzieniem ogrodzie. Inna wersja podaje, że książę był doprowadzony na stację kolejową i stamtąd miał być przetransportowany na Syberię, ale nigdy tam nie dotarł. Pojawiali się też po wojnie ludzie, którzy przechwalali się, że to oni zamordowali księcia i pochowali go gdzieś w lesie. Miejsce pod klasztornym murem oraz same krypty także wskazywane były jako miejsce jego pochówku. Jeszcze inni twierdzili, że po wojnie widzieli księcia żywego.

Jedną z osób, które nie znalazły też miejsca spoczynku w rodowych kryptach Lubomirskich była Felicja (Felicyta) Lubomirska z Mniszków ur.1810, żona Jerzego Romana Lubomirskiego. Księżna zmarła 5 października 1855 roku w Dreźnie mając 45 lat. Tam też została pochowana.

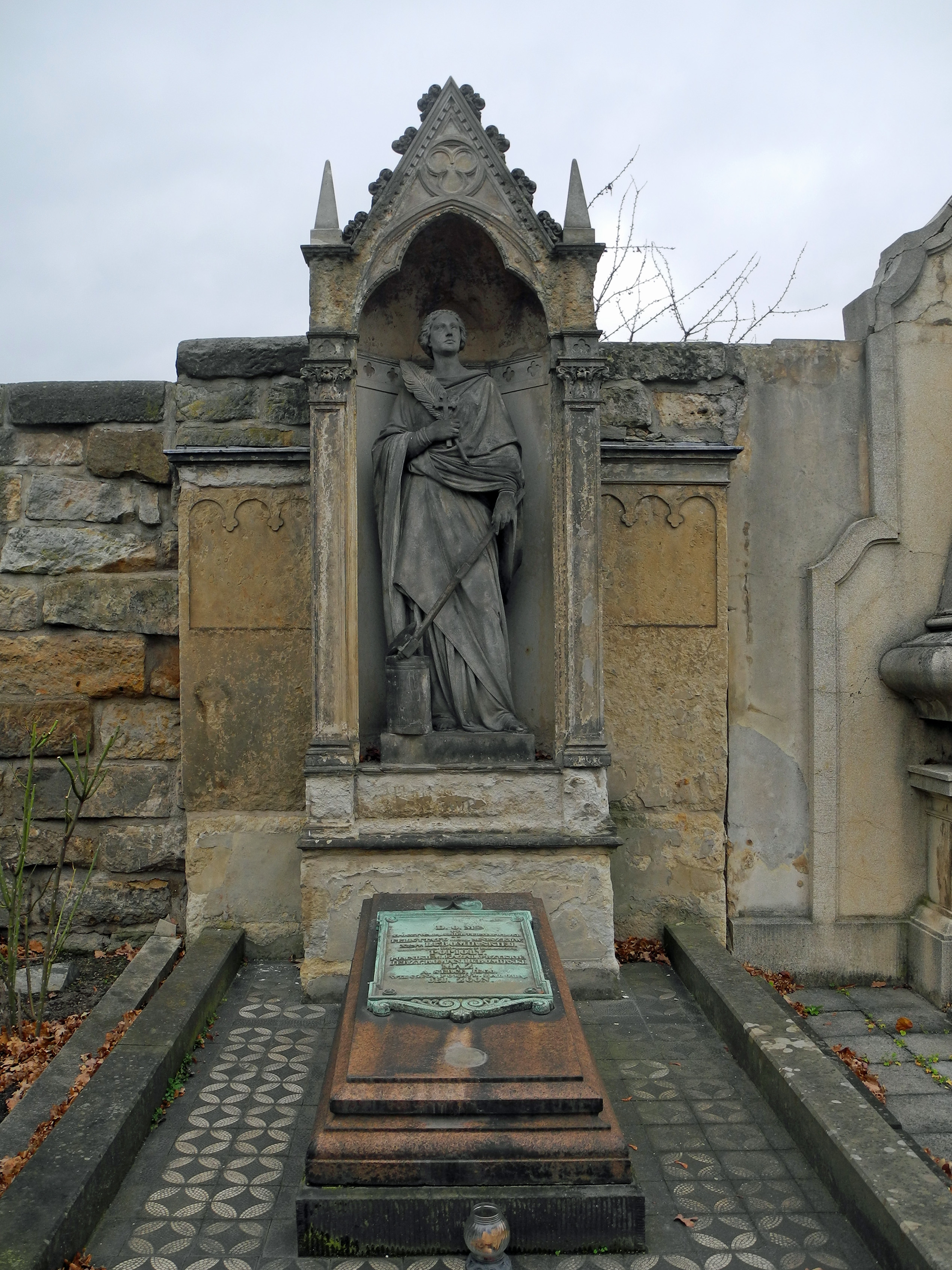
Grobowiec Felicji Lubomirskiej z Mniszków w Dreźnie

Żona Hieronima Lubomirskiego, Felicja Zofia Lubomirska z d.  Markiewicz h. Łabędź (1848 – 1930), również nie spoczęła w rodowych kryptach.  Być może powodem niezłożenia jej w rodzinnym grobowcu było jej niskie pochodzenie (wywodziła się z podupadłej szlachty) a może rodzinne niesnaski na tle finansowym, gdyż Hieronim w pozostawionym testamencie uczynił ją dożywotnim zarządcą i użytkownikiem całego majątku, co nie satysfakcjonowało jej dzieci. Felicja wyjechała z Charzewic do Bakończyc, gdzie zmarła, została pochowana w Przemyślu na głównym miejskim cmentarzu, kwatera RII, rząd 3, nr. grobu 19.